# Hiroshi Michinaga
Hiroshi Michinaga (jap. 道永 宏, Michinaga Hiroshi; * 8. Oktober 1956 in Kōbe) ist ein japanischer Bogenschütze.
Hiroshi Michinaga nahm an den Olympischen Spielen 1976 in Montreal teil und gewann als Zweiter der Einzelkonkurrenz die Silbermedaille. Ein Jahr später gewann er mit der japanischen Mannschaft Bronze bei den Weltmeisterschaften in Canberra.